# Emploi de l'ellipse en architecture
Vous pouvez aider à l'améliorer ou bien discuter des problèmes sur sa page de discussion.
- Son texte doit être wikifié : il ne correspond pas à la mise en forme Wikipédia (style, typographie, liens internes, liens entre les wikis, etc.). (Marqué depuis février 2021)
- Les conventions bibliographiques ne sont pas respectées. La bibliographie et les liens externes sont à corriger. (Marqué depuis septembre 2023)
- Il est orphelin : moins de trois articles lui sont liés. Aidez à ajouter des liens en plaçant le code [[Emploi de l'ellipse en architecture]] dans les articles relatifs au sujet. (Marqué depuis février 2021)

Dans l'histoire de l'architecture, le concept de constructions dérivées de formes planimétriques elliptiques est finalement assez récent. Il n’apparaît qu’à la fin du XVIe siècle. En effet, on ne trouve ni dans l’Antiquité grecque et romaine, ni dans l’architecture byzantine ou médiévale des exemples d’architecture faisant usage de formes elliptiques. 
L’art constructif romain ne pouvait pas admettre la dissymétrie dérivant d’un tel système architectural, ni d’autre part ne pouvait affronter la difficulté des problèmes constructifs qu’implique une telle forme. 

## Liste d'ouvrages architecturaux faisant usage de l'ellipse (classés par typologie)

### Églises à plan elliptique
Les églises à plan elliptique sont typiques de la période baroque.

#### Église paroissiale de Strambino, Piémont, Italie (architecte Carlo Andrea Rana, 1764-1786)
L'église paroissiale de Strambino, construite par Carlo Andrea Rana, comporte une planimétrie complexe, qui juxtapose des volumes très différents les uns aux autres. Trois espaces rectangulaires flanque l'entrée. La nef principale est à forme elliptique allongée, et débouche sur le chœur à forme circulaire, auquel s'appose un ultime espace octogonal consacré à Notre-Dame du Rosaire, sanctifiée par les habitants de Strambino.

#### Église Saint-Charles-aux-Quatre-Fontaines, Rome (architecte Francesco Borromini, 1634-1680)
La planimétrie de l'église Saint-Charles-aux-Quatre-Fontaines, construite par Borromini sur une parcelle très étroite est basé sur la figure géométrique de deux triangles équilatéraux ayant une base commune et dans lesquels se trouve inscrite une ellipse. 

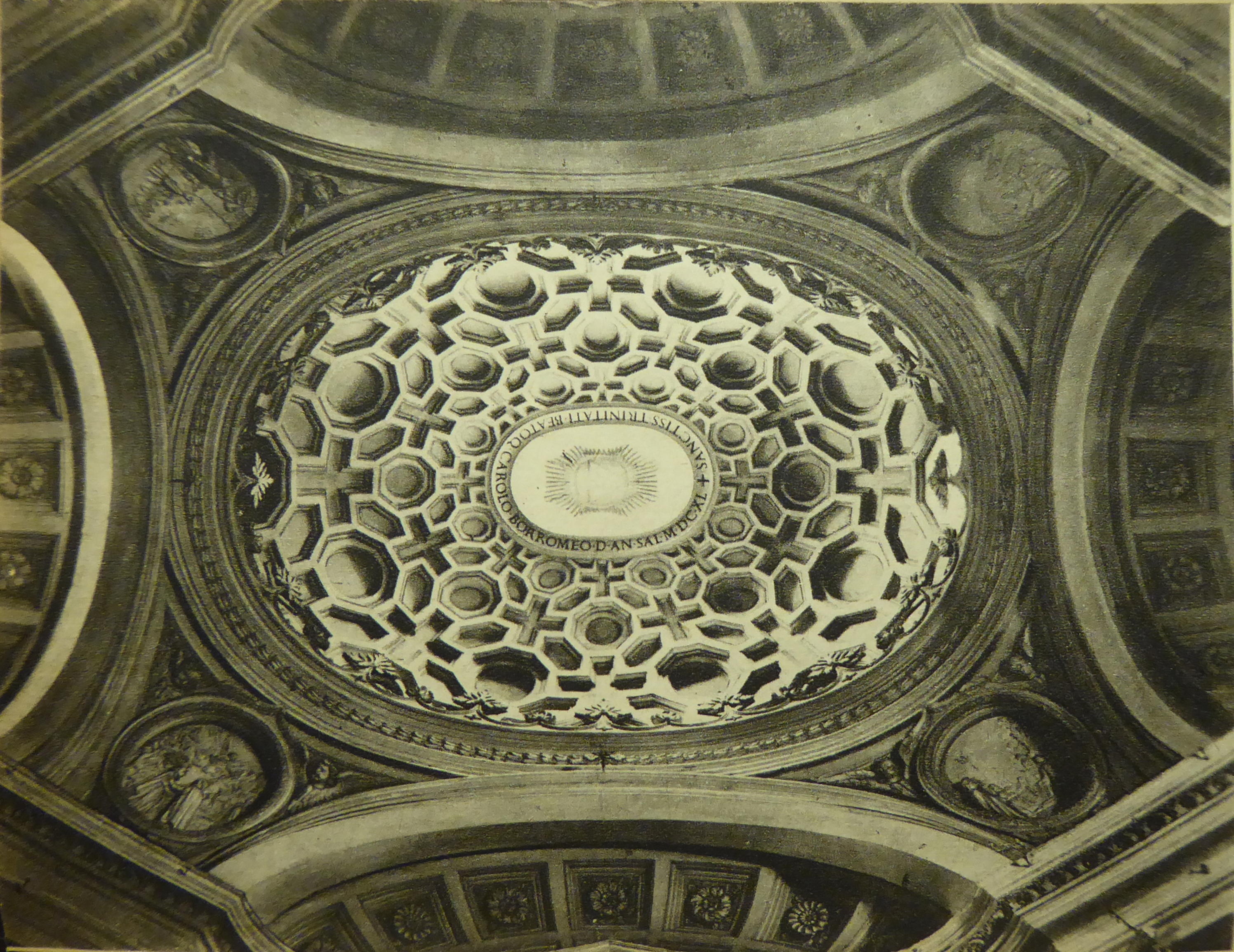
Coupole de Saint-Charles-aux-Quatre-Fontaines

#### Église Sant'Andrea al Quirinale (architecte Le Bernin, 1658-1678)
Le plan de Sant'Andrea al Quirinale du Bernin est elliptique, l'entrée et le maître-autel étant placés dans l'axe le plus court de l'ellipse. 

#### Église Saint-Charles-Borromée de Vienne (architecte Johann Berhard Fischer von Erlach, 1716-1737)
L'église Saint-Charles-Borromée de Vienne a été construite par l'architecte Fischer von Erlach. 

### Places à plan elliptique
Différentes places dans le monde ont un plan elliptique. 

### Sanctuaires à plan elliptique
Quelques sanctuaires ont adopté le plan elliptique. 

#### Sanctuaire de Vicoforte (architectes Ascanio Vittozzi et Francesco Gallo, 1596-1884)
Le sanctuaire de Vicoforte a été construit successivement par Ascanio Vittozzi, puis la coupole fut érigée par Francesco Gallo. 

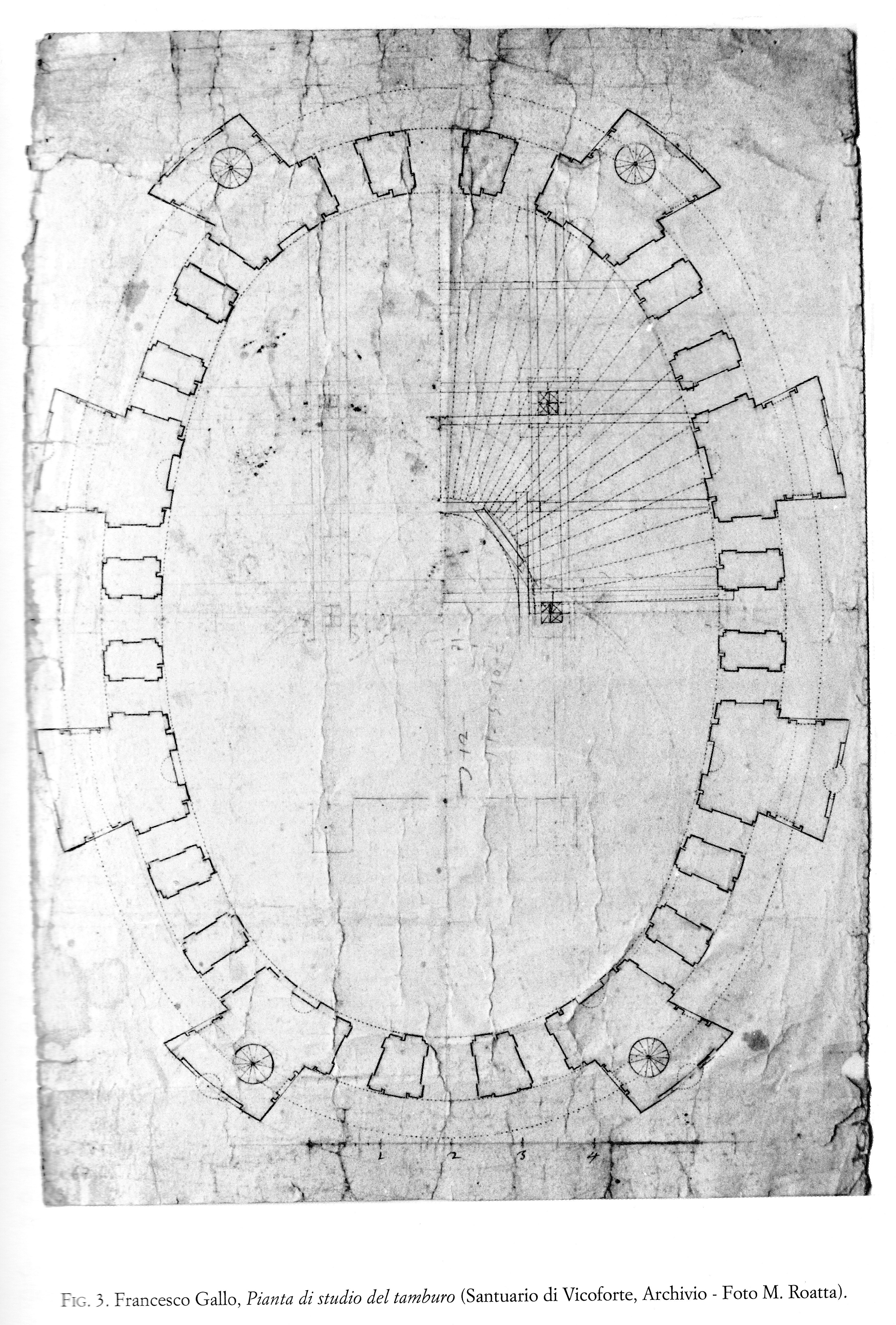
Plan d'étude de Francesco Gallo pour le tambour du sanctuaire de Vicoforte

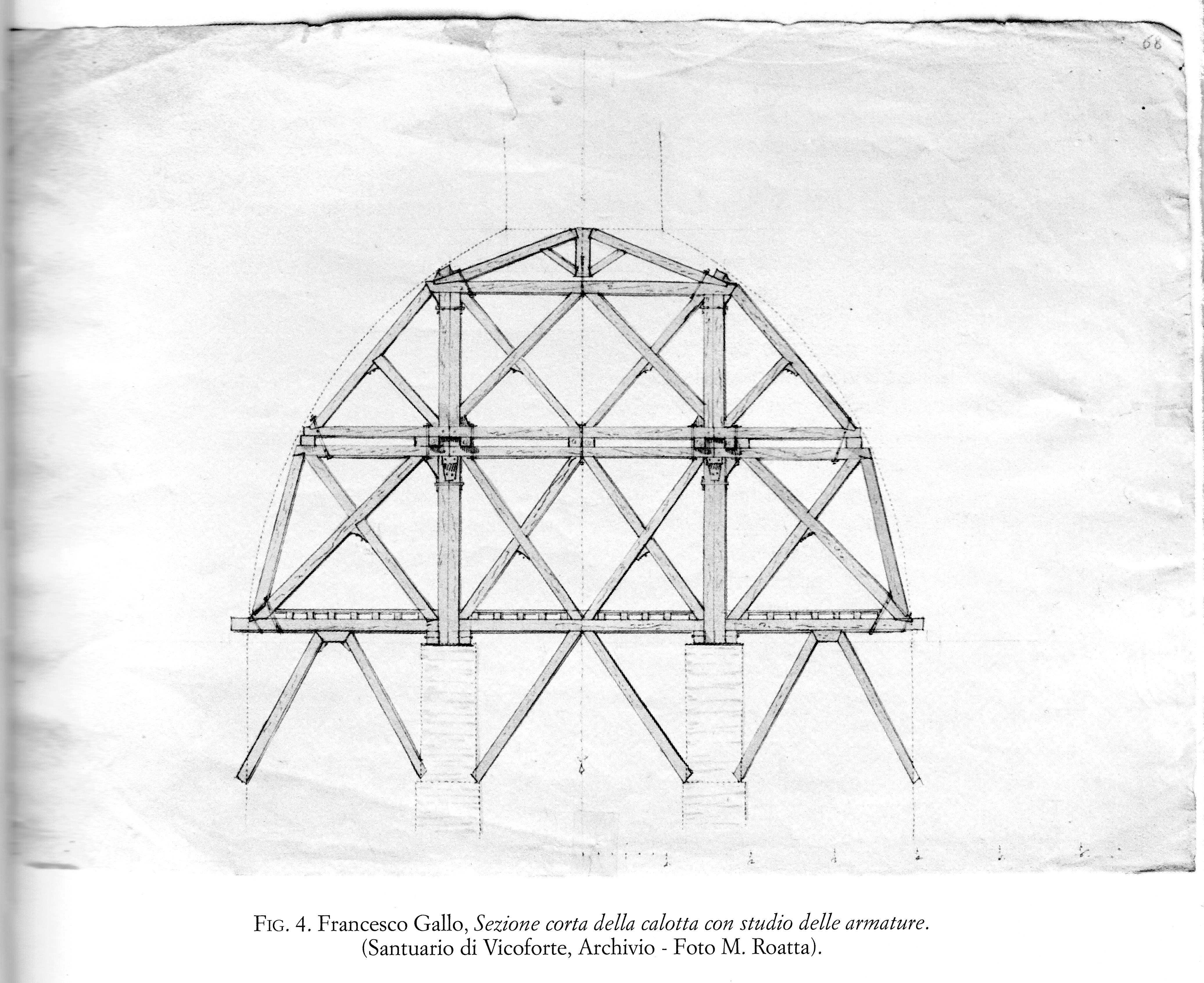
Section de la calotte du sanctuaire de Vicoforte par Francesco Gallo (et études des armatures de cintrage)